# トビー・ウォルシュ
トビー・ウォルシュ (Toby Walsh, 1964-) FAA FACM FAAAS FAAAI FEurAI は、オーストラリアのニューサウスウェールズ大学AI研究所主任科学者である。彼はオーストラリア教授研究奨学金フェローで、ニューサウスウェールズ大学とオーストラリア連邦科学産業研究機構 (旧NICTA:国立ICTオーストラリア) の人工知能の教授である。オーストラリアの情報通信技術研究の中心であったNICTAでは科学主任を務めた。彼は人工知能研究の特に社会選択理論、制約プログラミング、充足可能性問題といった研究で著名である。彼はまたアメリカ人工知能学会の理事も務めた。

## 経歴
彼はケンブリッジ大学で理論物理学と数学の修士号を得、エディンバラ大学で人工知能の理学修士とPh.D.を獲得した。オーストラリア、英国、アイルランド、イタリア、フランス、ドイツ、スコットランド、そしてスウェーデンで研究職を歴任した。彼は『人工知能研究ジャーナル』と『AIコミュニケーション』誌の編集長を務めた。また国際人工知能会議を含む人工知能分野のいくつかの会議の議長も務めた。『制約プログラミングハンドブック』と『充足可能性問題ハンドブック』の編集者でもある。人間が混乱するのを防ぐために、あらゆるAIシステムが自らをコンピュータプログラムだと認識することを要求する、チューリング赤旗法則のアイデアを提唱した。  
2015年、彼は攻撃型自律兵器の禁止を求める公開書簡の発表を支援し、2万以上の署名を集めた。このテーマについて後に彼はTEDxBerlinで講演した。2017年、人工知能とロボティクスの企業の創立者100人が署名した禁止を求める公開書簡を発表した。また同年、人工知能に取り組むオーストラリアの100人以上の研究者が署名した、オーストラリアの禁止に向けた交渉を求めるオーストラリア首相宛ての書簡を発表した。2022年には、ロシア軍が人工知能を使用する事への率直な批判をしたため、ロシアへの渡航を無期限に禁止された121人のオーストラリア著名人の1人となった。
2018年、彼はオーストラリア学術アカデミー評議会 (ACOLA) 特別作業部会の議長を務め、オーストラリア主任科学者室のアラン・フィンケル博士の依頼により、「人工知能の展開とそれがオーストラリアにもたらすもの」についての報告書を作成した。さらに、「ロボット革命」についてABCテレビ局のインタビューを受けた。

## 著作
彼は人工知能に関する一般書を4冊著している。
- "It's Alive!: Artificial Intelligence from the Logic Piano to Killer Robots",[14] 人工知能の歴史と現状に迫ったもの。

- "2062: The World that AI Made",[15] 人工知能が私たちの社会にもたらすインパクト。

- "Machines Behaving Badly: the Morality of AI",[16] 人工知能の倫理的挑戦。

- "Faking It: Artificial intelligence in a Human World". 最新の著作、人間の世界における人工知能。

4冊とも出版社はBlack Inc.である。また英語の他に中国語、ドイツ語、韓国語、ポーランド語、ルーマニア語、ロシア語、台湾語、トルコ語、ベトナム語に翻訳されている。 

## 栄誉と受賞
- 2003年 欧州人工知能協会（英語版）フェロー[17]
- 2008年 アメリカ人工知能学会フェロー[18]
- 2014年 フンボルト賞
- 2015年 制約プログラミング学会の優秀研究賞[19]
- 2016年 オーストラリア科学アカデミー（英語版） フェロー[20]、ニューサウスウェールズ州プレミア賞（エンジニアリングおよびICT部門)[21]、ニューサウスウェールズ大学サイエンティア教授就任[22]
- 2018年 軍備管理協会の年間最優秀人物賞で準優勝[23]
- 2020年 ACMフェロー、アメリカ科学振興協会フェロー（英語版）.
- 2023年 ユーリカ賞（英語版）[24]